# La Belle Ferronière
Madame Féron, kallad La Belle Ferronière, född 1500, död 1530, var mätress till Frans I av Frankrike. 
Hon var gift med en advokat Feron i Paris och blev hovdam åt Frankrikes drottning Claude av Bretagne. 
Då Frans I inledde ett förhållande med henne, hämnades hennes make genom att avsiktligt smitta ned sig själv med syfilis på en bordell och sedan henne, i hopp om att hon skulle föra den vidare till kungen, och göra honom steril.  